# Jarocin (Braniewo)
Jarocin (deutsch Herzogswalde) ist ein Ort in der Woiwodschaft Ermland-Masuren in Polen. Es gehört zur Gmina Braniewo (Landgemeinde Braunsberg) im Powiat Braniewski (Kreis Braunsberg).

## Geographische Lage
Jarocin liegt wenige hundert Meter südlich der Staatsgrenze zur russischen Oblast Kaliningrad (Gebiet Königsberg (Preußen)) im Nordwesten der Woiwodschaft Ermland-Masuren, zwölf Kilometer südöstlich der früheren Kreisstadt Heiligenbeil (heute russisch Mamonowo) bzw. 18 Kilometer nordöstlich der heutigen Kreismetropole Braniewo (deutsch Braunsberg).

## Geschichte
1331/35 ist die Gründungszeit des Dorfs Jarocin, das seinerzeit Herzogßwalde, nach 1629 Herzogswaldt, nach 1651 Hertzogswalde und nach 1785 Herzogswalde hieß. Die Landgemeinde Herzogswalde kam 1874 zum neu errichteten Amtsbezirk Deutsch Thierau (heute russisch Iwanzowo) im ostpreußischen Kreis Heiligenbeil und Regierungsbezirk Königsberg.
Im Jahre 1910 waren in Herzogswalde 239 Einwohner gemeldet. Ihre Zahl belief sich 1933 auf 220 und 1939 auf 213.
In Kriegsfolge fiel 1945 das gesamte südliche Ostpreußen an Polen. Betroffen war auch Herzogswalde, das die polnische Namensform „Jarocin“ erhielt. Das kaum besiedelte Dorf ist Teil der Landgemeinde Braniewo (Braunsberg) im Powiat Braniewski in der Woiwodschaft Ermland-Masuren, von 1975 bis 1998 der Woiwodschaft Elbląg zugehörig.

## Religion
Bis 1945 war Herzogswalde evangelischerseits in das Kirchspiel Deutsch Thierau (russisch Iwanzowo), römisch-katholischerseits in die Pfarrei Heiligenbeil (russisch Mamonowo) eingegliedert.
Die für Janocin zuständige römisch-katholische Pfarrei ist heute die in Żelazna Góra (Eisenberg) im Dekanat Braniewo (Braunsberg) im Erzbistum Ermland.

## Verkehr
Die 1945 gezogene Grenzlinie zwischen dem sowjetischen und dem polnischen Teil Ostpreußens verläuft am Nordrand von Jarocin. Das Dorf ist von der Nordregion um Deutsch Thierau (russisch Iwanzowo) abgeschnitten. Mit der Südregion verbindet es eine Nebenstraße, die nach Żelazna Góra (Eisenberg) führt. Eine Bahnanbindung besteht nicht.